# Euparyphus mutabilis
Euparyphus mutabilis är en tvåvingeart som beskrevs av Adams 1903. Euparyphus mutabilis ingår i släktet Euparyphus och familjen vapenflugor. Inga underarter finns listade i Catalogue of Life.